# AboutUs.org
AboutUs.org — англоязычный веб-сайт, интернет-каталог веб-доменов, выполненный по технологии «вики». Основная цель AboutUs.org состоит в накоплении информации обо всех веб-сайтах в Интернете. Сайт создан на движке MediaWiki и это позволяет зарегистрированным пользователям изменять и дополнять статьи о разных сайтах.
Рей Кинг из Портленда, штат Орегон, США (англ. Ray King) создал сайт AboutUs.org с командой, состоящей из пятерых человек. С того времени штат сайта возрос до тридцати человек и распределился на два континента: офис в Лахоре, Пакистан и прежний офис в Портленде, США. В мае 2007 года, Уорд Каннингем, изобретатель технологии вики, вступил в AboutUs в качестве технического директора (CTO).
В июле 2008 года на сайте было зафиксировано рекордное число посетителей из США — 1,4 млн.

## Содержание веб-сайта
По состоянию на март 2008 года AboutUs.org содержит более чем десять миллионов статей, и интенсивность добавления новых статей составляет около 25 000 статей в день. Много страниц были добавлены интернет-ботом; при поиске пользователем какого-либо сайта, которого нет в базе данных AboutUs.org, бот сам создаёт статью об этом сайте и заполняет его минимальной первичной информацией.

### Использование данных
Некоторые веб-сайты по анализу трафика доменов ссылаются на AboutUs.org, как на дополнительный источник информации. Примечательно, что WHOIS сайт DomainTools, ссылается на AboutUs.org, во вкладке Site Profile. На AboutUs, также ссылаются такие сайты Network Solutions и Register.com. 

### Вредоносные домены
Чтобы запретить пользователям посещать вредоносные сайты, редакторы McAfee и PHSDL определяют такие сайты. Затем эти домены помечаются как вредоносные, и пользователи будут получать предупреждение перед тем, как их посетить.

## Популярность
AboutUs.org является свободным каталогом и не запрещает владельцам веб-сайтов писать про свои сайты информацию; Веб-мастерам разрешено заниматься саморекламой с точки зрения выявления особенностей своего сайта.
Благодаря политике свободного редактирования статьей, популярность сайта начала быстро расти, как и количество контента. Сайт очень популярен среди веб-мастеров, и владельцев сайтов, которые хотят разместить информацию про свои сайты.

## Финансирование
В ноябре 2006 года AboutUs закрыла свой первый финансовый год, в сумму один миллион долларов.
В январе 2009 года AboutUs взял кредит в размере 5 миллионов долларов у Voyager Capital.